# Framée (1899)
Framée – francuski niszczyciel z początku XX wieku. Pierwsza jednostka typu Framée. Nazwa oznaczała frankońską włócznię. "Framée" zatonął po zderzeniu z pancernikiem „Brennus” 11 sierpnia 1900 roku, podczas manewrów w okolicy przylądka Świętego Wincentego.
W nocy 10/11 sierpnia 1900 roku sternik niszczyciela źle zrozumiał rozkaz i niszczyciel znalazł się przed dziobem pancernika. „Framée” zatonął w ciągu 2 minut; zginęło 47, lub według innych danych 45 lub 48 osób z 61-osobowej załogi. Za winnego uznano dowódcę niszczyciela.